# سمامة الصرود

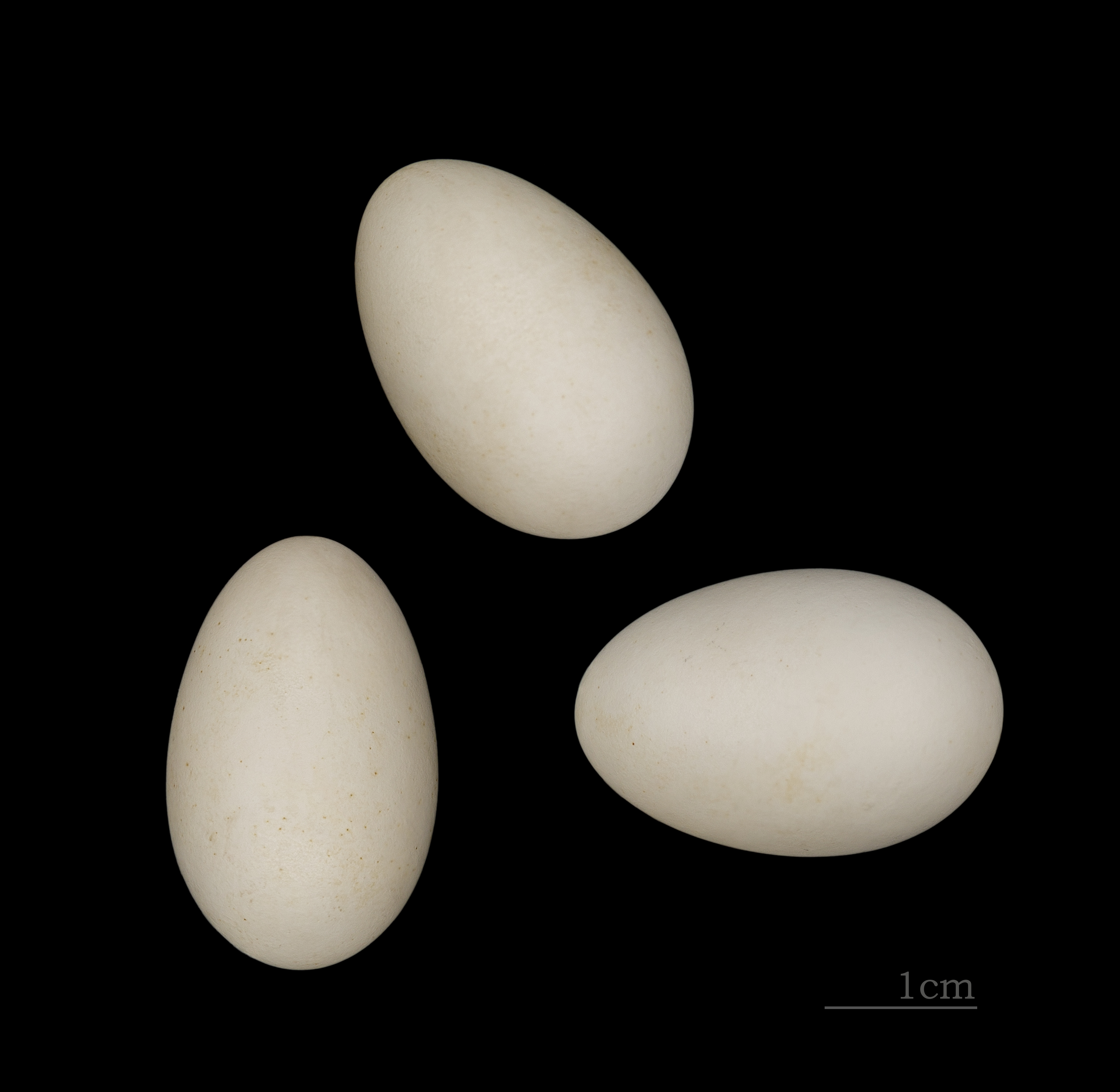
Tachymarptis melba

سمامة الصرود أو سمامة بيضاء البطن  (الاسم العلمي: Apus melba) أو (الاسم العلمي: Tachymarptis melba) (بالإنجليزية: Alpine Swift)‏ هو طائر ينتمي إلى سمامة (فصيلة: Apodidae).